# Prodrive
A Prodrive egy brit motorsporttal foglalkozó cég. Székhelye Banburyban, Angliában van. A cég vezetője David Richards, korábban a BAR-Honda Formula–1-es csapat vezetője. A cég autókat tervez, gyárt és versenyeztet olyan cégeknek és csapatoknak, mint az Aston Martin, Mini és a Volkswagen.

## Története
- 1984: David Richards és Ian Parry megalapította a Prodrive céget.
- 1986: A cég átköltözött mai telephelyére Banbury, Oxfordshire-ba.
- 1990: Hosszútávú kapcsolatot teremtett a Subaru márkával.
- 1991: Az akkor még alig ismert Colin McRae négy rally győzelmet szerzett a Prodrive csapatnak az akkori Subaru rally autóval, a Legacy RS-el. Ebben az évben Colin először nyerte meg a brit rally bajnokságot.
- 1992: Újabb 6, a Legacyval hajtott futamgyőzelmével Colin megvédi brit bajnoki címét.
- 1993: A Subaru csapat főszponzora az 555 lett, és egyúttal a Legacyt leváltotta egy kompaktabb versenyautó, a Subaru Impreza. Még ugyanebben az évben, egy későbbi szintén Subaruval versenyző világbajnok növendék, Richard Burns vitte győzelemre a hazai bajnokságban futó Legacy RS versenyautót.
- 1994: Carlos Sainz, Colin McRae, és Richard Burns versenyőkkel a márka második helyezést ért el az autógyárak világbajnokságán.
- 1995: Colin McRae megnyerte a versenyzők világbajnokságát, és a Subaru is az első helyen zárt a gyártók között.
- 1996: Bár Colin lecsúszott a bajnoki címről, de a Subaru márka megőrizte a világbajnokságban az első helyét.
- 1997: Colinnak sajnos ezúttal sem sikerült, de a Subaru ismét az élen zárta az 1997-es évadot.
- 2001: Richard Burns a 2001-es Impreza WRC-vel lett az első brit rally világbajnok.
- 2003: Petter Solberg a 2003-as Impreza WRC-vel megnyerte a versenyzők világbajnokságát és egyúttal a hatodik rally világbajnoki győzelmet vitte haza a Subarunak.
- 2008: A 2008-as Formula–1 szezon hivatalos nevezési listáján szerepelt, de végül nem vett részt a szezonban.